# حوسبة سطوحية
تعتمد الحواسب السطوحية أو مايسمى ب Surface computers على جعل الحاسب مختلف عن الشكل الذي نعرفه مثل شاشة ولوحة مفاتيح وماوس أو فأرة، بل أصبح بشكل سطح مثل طاولة أو لوح أو جدار ويمكن التفاعل معه عبر اللمس touch أو اللمس المتعدد multi-touch وكذلك الأيماءات أو حركات الأصابع أو اليدين Gestures سواء مع لمس أو عن بعد.
لذلك فأن الحواسب السطوحية لها ميزتين أساسيتين هما السهولة والتلقائية بالاستخدام وكذلك تعدد المستخدمين، فهي تعتمد واجهة مستخدم جديدة تختلف عن الواجهات التقليدية التي نستخدمها، مثل واجهة المستخدم الرسومية GUI أو النصية CLI، وتسمى هذه الواجهة الجديدة واجهة المستخدم الطبيعية Natural User Interface أو اختصارا NUI، فهذه الواجهة هدفها تسهيل الاستخدام بشكل كبير والابتعاد عن أي وسيلة إدخال وجعل كل شيء طببعي ومنطقي، بدون أي حاجة إلى تدريب أو تعليم أو حفظ وكذلك دعم تعدد المستخدمين.
فمثلا إذا أردت أن تستعرض ألبوم صور على حاسب سطحي على شكل طاولة، فالصور ستكون مرتبة أو منثورة على الطاولة وتستطيع بلمسة سحبها إلي مكان، وإن أردت تكبيرها فما عليك إلا أن تضع إصبعين عليها وتبعدهما عن بعضهما فتكبر الصورة، وكذلك إذا أرد تدويرها، ثم إن أردت وضعها على أحد مواقع مشاركة الصور فبكل بساطة من اللمكن سحبها إلى إيقونة مخصصة وانتهى الأمر.. تخيل نفس العملية في حواسبنا إن أردت تكبير صورة لتراها عن كثب عليك أن تفتح الصورة بأحد البرامج ثم تذهب إلى أحد القوائم وتختار الأمر المخصص لتغير حجم الصورة ثم يسألك عن النسبة المئوية أو البكسلات ألخ..وفي أسهل البرامج عليك أن تسحب شريط تمرير لتكبير أو التصغير بنسبة مئوية معينة كل هذا غير طبيعي وعلينا تعلمه ويحتاج إلى تدريب.
أما تعدد المستخدمين فهو شائع في الحواسب السطوحية على خلاف التقليدية، فبإمكان أكثر من شخص استخدام الحاسب السطحي نظرا لدعم تعدد اللمس الذي يبدأ من لمستين في أن واحد إلى اللانهاية من اللمسات في نفس الوقت، وهذا يتيح المشاركة والتعاون لهذا فهو مفيد جدا في الترفيه والتعليم والاجتماعات والتخطيط، فمن اللمكن على طاولة متعددة اللمس أن يجلس عدة أشخاص هذا يشاهد ملفات فيديو والآخر يتصفح الإنترنت، وكل واحد يجلس في ركن أو طرف حيث أنه عادة لا توجد جهة محددة للواجهة فكل شخص يستطيع سحب التطبيق الذي يريده وتدويره وتوجيه للجهة التي تناسبه من حيث الاستخدام (أتمنى أن تستطيع تخيل الواجهة معي بإمكانك مشاهدة ملفات الفيديو المرفقة في الأسفل).
وهناك ميزة أخرى هي التفاعل مع الأشياء، هذه الميزة موجودة في بعض الحواسب السطوحية، حيث أنها لا تتفاعل مع اللمسات فقط بل أيضا مع بعض الأجهزة الإلكترونية أو حتى الأشياء الجامدة، فمثلا في بعض هذه الحواسب مثل Microsoft Surface يمكنك وضع هاتفك المحمول فتظهر محتوياته من صور وفيديوهات فورا. وفي بعضها الآخر كالذي شاهدته في أحد شركات البناء، الحاسب عبارة عن طاولة كبيرة وهناك نماذج مصغرة للأبنية التي بنتها هذه الشركة وكل ما عليك هو حمل أي نموذج ووضعه على الطاولة فتظهر كل المعلومات المتعلقة!

## استخدام متعدد
استخدامات الحواسب السطوحية متعددة لكن عادة كل حاسب يستخدم لغرض معين حسب التطبيق الذي يشغل عليه فبعضها موجه لعرض خدمات أومنتجات أو أي شيء من اللمكن تواجده في صالات البيع أو المعارض أو المتاحف والبعض الآخر لتطبيقات تعليمية للمدارس والجامعة وبعضها لأغراض التخطيط مثل الحواسب السطوحية العسكرية ... وهناك أيضا منتج جديد اسمه Inno-Anatomy من شركة ماليزية اسمها Innovation Now يستخدم منتجها لتشريح جسم الإنسان فمن اللممكن تقطيع الجسم وتشريحه شريحة شريحة وعمل مقاطع في الجسم أو في عضو معين وكل ذلك عبر لمسات سهلة حيث لا يحوي كل البرنامج إلا على زر أو زرين على الأكثر وهو مفيد للجامعات والمدارس.
من أشهر شركات الحواسب السطوحية هي شركة مايكروسوفت بمنتجها Microsoft Surface وكذلك شركة PerspectivePixel التي أسسها جف هان أحد رواد هذه التكنولوجيا والشركة الماليزية Innovation Now Sdn Bhd التي لديها الكثير من التطبيقات وهي من تأسيس أحد المغتربين العرب.
.
الحوسبة السطوحية هو تعبير عن التحكم بالحاسب بتقنية اللمس المتعدد عبر مسطح أو شاشة حيث تستخدم أغراض من الحياة اليومية (كاليدين أو الهاتف النقال) للتحكم بالحاسب عبر شاشة حساسة للمس بدلاً عن الأجهزة المختصة (كالفأرة أو القلم الإلكتروني) المستخدمة في واجهة المستخدم الرسومية للتحكم بالحاسب التقليدي
وقد قاد تطور الحوسبة السطوحية بحوث أولية في كل من جامعة تورونتو في كندا ومعهد ماساتشوستس للتكنولوجيا في الولايات المتحدة ومن ثم مجموعة من الابتكارات الحديثة التي قامت بها شركتا آبل ومايكروسوفت.

## تاريخ أول جهاز
أول جهاز حوسبة سطوحية تجاري طور من قبل مايكروسوفت ويسمى مسطح مايكروسوفت أو مايكروسوفت سرفس (Microsoft Surface). وكانت شركة الاتصالات الأميركية إيه تي أند تي أول متاجر التجزئة التي تستخدم هذا المسطح لمساعدة زبائنها في عملية شراء الهواتف حيث يمكن للعملاء وضع هواتفهم النقالة على المسطح ورؤية مواصفاتها وأسعارها. كما بدء استخدامه في طائفة واسعة من المواقع التي شملت ردهات الفنادق، مثل فنادق شيراتون وبعض الكازينوات كما استخدم في حدث السوبر بوول الأميركي وفي الانتخابات الرئاسية الاميركية عام 2008.
كما بدء استخدام أجهزة الحوسبة السطوحية للمساعدة في تعليم الأطفال أساسيات القراءة والكتابة والعد. وهذه طريقة جديدة مبتكرة للتعلم وتوفر وسيلة جديدة مثيرة للأطفال لتلقي مهارات القراءة والكتابة التي يحتاجون إليها.
و قد بدءت صناعة أحهزة الحوسبة السطوحية تنتشر شيئاً فشيئاً خارج الولايات المتحدة وفي أنحاء العالم مع حفنة من الشركات التي تنتج العلامة التجارية الخاصة بها من المسطح. الشركات الرائدة في أوروبا هي Arcstream البريطانية بمنتجاتها المتنوعة من المسطحات الأفقية والشاقولية و NUI السويدية بمنتجها هورايزون.
أما في آسيا والشرق الأوسط، فتقود الطريق شركة سمارت سرفس  التي مقرها ماليزيا بمجموعة من منتجات أجهزة الحوسبة السطوحية الأفقية والشاقولية المسماة SmartSurface.